# Setěchovice
Setěchovice jsou malá vesnice, část obce Zálezly v okrese Prachatice v Jihočeském kraji. Nachází se asi dva kilometry jihovýchodně od Zálezel. Je zde evidováno 30 adres. V roce 2011 zde trvale žilo 48 obyvatel.
Setěchovice jsou také název katastrálního území o rozloze 3,2 km². V katastrálním území Setěchovice leží i Bolíkovice.

## Historie
První písemná zmínka o vesnici pochází z roku 1227.

## Obyvatelstvo
| Rok            | 1869 | 1880 | 1890 | 1900 | 1910 | 1921 | 1930 | 1950 | 1961 | 1970 | 1980 | 1991 | 2001 | 2011 | 2021 |
| -------------- | ---- | ---- | ---- | ---- | ---- | ---- | ---- | ---- | ---- | ---- | ---- | ---- | ---- | ---- | ---- |
| Počet obyvatel | 127  | 150  | 181  | 153  | 153  | 149  | 123  | 127  | 129  | 112  | 76   | 52   | 53   | 48   | 45   |
| Počet domů     | 19   | 22   | 25   | 24   | 24   | 24   | 24   | 27   | 37   | 25   | 22   | 27   | 28   | 28   | 28   |

## Obecní správa
Při sčítání lidu v letech 1850–1879 Setěchovice byly osadou obce Nakvasovice v okrese Strakonice. V letech 1880–1949 byly osadou obce Dolní Nakvasovice v okrese Strakonice. V letech 1950–1976 byly samostatnou obcí, se kterým patřily nejprve do okresu Vimperk, ale od roku 1960 v okrese Prachatice. Od 30. dubna 1976 jsou částí obce Zálezly v okrese Prachatice. V letech 1950–1976 k obci patřily Bolíkovice.